# Finale wereldkampioenschap voetbal 1950
Een van de beide afsluitende groepswedstrijden, die tussen Uruguay en gastland Brazilië, wordt vaak als de finale van het wereldkampioenschap voetbal 1950 beschouwd. De wedstrijd vond plaats op 16 juli 1950 in het Estádio do Maracanã in Rio de Janeiro. Tegelijkertijd vond in São Paulo de groepswedstrijd Spanje - Zweden plaats.
De vier groepswinnaars uit de eerste ronde speelden in de tweede ronde in een finalegroep. De winnaar van de finalegroep zou tevens wereldkampioen zijn. Na twee van de drie speelronden stond Brazilië bovenaan met vier punten, Uruguay had er drie, Spanje had één punt en Zweden nul. Hierdoor waren Spanje en Zweden uitgeschakeld voor de wereldtitel. De wereldkampioen zou volgen uit de afsluitende groepsfase tussen Uruguay en Brazilië. Hierdoor wordt deze wedstrijd ook vaak gezien als de finale van het toernooi. Er waren al kranten verschenen met de grote kop: Brazilië kampioen.
In de wedstrijd had Brazilië genoeg gehad aan een gelijkspel, Uruguay moest winnen om wereldkampioen te worden. Voor een recordaantal van officieel 173.850 toeschouwers, hoofdzakelijk Brazilianen, leek er voor het thuisland met een 1-0-voorsprong en nog 25 minuten te spelen geen vuiltje aan de lucht. In de 66e minuut kwam Uruguay echter op gelijke hoogte en 10 minuten voor tijd scoorde Alcides Ghiggia het beslissende doelpunt, waardoor Uruguay voor de tweede keer wereldkampioen werd. De 1-2 nederlaag voor eigen publiek werd voor Brazilië een nationaal trauma. Deze wedstrijd kreeg als bijnaam Maracanaço, de shock van Maracanã. Er waren zelfmoorden na de wedstrijd.
Het resultaat van de wedstrijd kreeg zelfs een racistisch tintje: alle zwarte spelers kregen de schuld van de nederlaag. Vooral doelman Barbosa werd zijn hele leven bespot. Toen hij jaren later in 1993 voor de wedstrijd van Brazilië tegen Uruguay de Brazilianen wilde bezoeken in het trainingskamp werd hem de toegang geweigerd. Ook werd hij eens aangesproken door een moeder met een kind die naar hem wees en tegen het kind zei: "dit is de man die het hele land liet huilen". In 1963 werden de doelpalen waar Barbosa zijn doel verdedigde verbrand en bij hem thuis geleverd. Barbosa verklaarde vlak voor zijn dood in 2000: "de maximale straf in Brazilië is 30 jaar gevangenis, ik heb mijn hele leven straf gekregen".

## Route naar de finale
| Land (Groep D) | Wed | Win | Gel | Ver | DV | DT | +/− | Pnt |
| -------------- | --- | --- | --- | --- | -- | -- | --- | --- |
| Uruguay        | 1   | 1   | 0   | 0   | 8  | 0  | 8   | 2   |
| Bolivia        | 1   | 0   | 0   | 1   | 0  | 8  | −8  | 0   |

| Land (Groep A) | Wed | Win | Gel | Ver | DV | DT | +/− | Pnt |
| -------------- | --- | --- | --- | --- | -- | -- | --- | --- |
| Brazilië       | 3   | 2   | 1   | 0   | 8  | 2  | 6   | 5   |
| Joegoslavië    | 3   | 2   | 0   | 1   | 7  | 3  | 4   | 4   |
| Zwitserland    | 3   | 1   | 1   | 1   | 4  | 6  | −2  | 3   |
| Mexico         | 3   | 0   | 0   | 3   | 2  | 10 | −8  | 0   |

## Wedstrijddetails
|                                             |                            |                  |            | |
| 16 juli 1950 15:00 UTC−3 «onderlinge duels» | Uruguay                    | 2 – 1            | Brazilië   | Estádio do Maracanã, Rio de Janeiro Toeschouwers: 173.850 Scheidsrechter: George Reader (Engeland) |
| 16 juli 1950 15:00 UTC−3 «onderlinge duels» | Schiaffino 66' Ghiggia 79' | Wedstrijdverslag | 47' Friaça | Estádio do Maracanã, Rio de Janeiro Toeschouwers: 173.850 Scheidsrechter: George Reader (Engeland) |

| Uruguay | Brazilië |

| Uruguay:           |                          |
|                    |                          |
| GK                 | Roque Máspoli            |
| RB                 | Matías González          |
| LB                 | Eusebio Tejera           |
| RM                 | Schubert Gambetta        |
| CM                 | Obdulio Varela           |
| LM                 | Víctor Rodríguez Andrade |
| RW                 | Alcides Ghiggia          |
| RF                 | Julio Pérez              |
| CF                 | Omar Oscar Míguez        |
| LF                 | Juan Alberto Schiaffino  |
| LW                 | Rubén Morán              |
| Coach:             |                          |
| Juan López Fontana |                          |

| Brazilië:    |                   |
|              |                   |
| GK           | Moacir Barbosa    |
| RB           | Augusto           |
| LB           | Juvenal           |
| RM           | José Carlos Bauer |
| CM           | Danilo            |
| LM           | Bigode            |
| RW           | Friaça            |
| RF           | Zizinho           |
| CF           | Ademir            |
| LF           | Jair              |
| LW           | Chico             |
| Coach:       |                   |
| Flávio Costa |                   |

A-internationals · Selecties · CBF · Braziliaans vrouwenelftal · Olympisch elftal · Bondscoaches
1910 – 1919 · 
1920 – 1929 · 
1930 – 1939 · 
1940 – 1949 · 
1950 – 1959 · 
1960 – 1969 · 
1970 – 1979 · 
1980 – 1989 · 
1990 – 1999 · 
2000 – 2009 · 
2010 – 2019 · 
2020 – 2029
WK 1930 · 
WK 1934 · 
WK 1938 · 
WK 1950 · 
WK 1954 · 
WK 1958 · 
WK 1962 · 
WK 1966 · 
WK 1970 · 
WK 1974 · 
WK 1978 · 
WK 1982 · 
WK 1986 · 
WK 1990 · 
WK 1994 · 
WK 1998 · 
WK 2002 · 
WK 2006 · 
WK 2010 · 
WK 2014 · 
WK 2018 · 
WK 2022
OS 1952 · 
OS 1960 · 
OS 1964 · 
OS 1968 · 
OS 1972 · 
OS 1976 · 
OS 1984 · 
OS 1988 · 
OS 1996 · 
OS 2000 · 
OS 2008 · 
OS 2012 · 
OS 2016 · 
OS 2020
1914 · 
1915 · 
1916 · 
1917 · 
1918 · 
1919 · 
1920 · 
1921 · 
1922 · 
1923 · 
1924 · 
1925 · 
1926 · 
1927 · 
1928 · 
1929 · 
1930 · 
1931 · 
1932 · 
1933 · 
1934 · 
1935 · 
1936 · 
1937 · 
1938 · 
1939 · 
1940 · 
1941 · 
1942 · 
1943 · 
1944 · 
1945 · 
1946 · 
1947 · 
1948 · 
1949 · 
1950 · 
1951 · 
1952 · 
1953 · 
1954 · 
1955 · 
1956 · 
1957 · 
1958 · 
1959 · 
1960 · 
1961 · 
1962 · 
1963 · 
1964 · 
1965 · 
1966 · 
1967 · 
1968 · 
1969 · 
1970 · 
1971 · 
1972 · 
1973 · 
1974 · 
1975 · 
1976 · 
1977 · 
1978 · 
1979 · 
1980 · 
1981 · 
1982 · 
1983 · 
1984 · 
1985 · 
1986 · 
1987 · 
1988 · 
1989 · 
1990 · 
1991 · 
1992 · 
1993 · 
1994 · 
1995 · 
1996 · 
1997 · 
1998 · 
1999 · 
2000 · 
2001 · 
2002 · 
2003 · 
2004 · 
2005 · 
2006 · 
2007 · 
2008 · 
2009 · 
2010 · 
2011 · 
2012 · 
2013 · 
2014 · 
2015 · 
2016 · 
2017 · 
2018 ·
2019 ·
2020 ·
2021
Algerije ·
Andorra ·
Argentinië ·
Australië ·
België ·
Bolivia ·
Bosnië en Herzegovina ·
Bulgarije ·
Canada ·
Chili ·
China ·
Colombia ·
Congo-Kinshasa ·
Costa Rica ·
Denemarken ·
DDR ·
Duitsland ·
Ecuador ·
Egypte ·
El Salvador ·
Engeland ·
Estland ·
Finland ·
Frankrijk ·
Gabon ·
Ghana ·
Griekenland ·
Guatemala ·
Guinee ·
Haïti ·
Honduras ·
Hongarije ·
Hongkong ·
Ierland ·
IJsland ·
Irak ·
Iran ·
Israël ·
Italië ·
Ivoorkust ·
Jamaica ·
Japan ·
Joegoslavië ·
Kameroen ·
Kroatië ·
Letland ·
Litouwen ·
Luxemburg ·
Maleisië ·
Marokko ·
Mexico ·
Nederland ·
Nieuw-Zeeland ·
Nigeria ·
Noord-Ierland ·
Noord-Korea ·
Noorwegen ·
Oekraïne ·
Oman ·
Oostenrijk ·
Panama ·
Paraguay ·
Peru ·
Polen ·
Portugal ·
Qatar .
Roemenië ·
Rusland ·
Saoedi-Arabië ·
Senegal ·
Servië ·
Schotland ·
Slowakije ·
Sovjet-Unie ·
Spanje ·
Tanzania ·
Thailand ·
Tsjechië ·
Tsjecho-Slowakije ·
Tunesië ·
Turkije ·
Uruguay ·
Venezuela ·
Verenigde Arabische Emiraten ·
Verenigde Staten ·
Wales ·
Zambia ·
Zimbabwe ·
Zuid-Afrika ·
Zuid-Korea ·
Zweden ·
Zwitserland
Argentinië (1982) ·
Argentinië (2005) ·
Australië (1997) ·
Australië (2006) ·
België (2018) ·
Chili (2014) ·
China (2002) ·
Colombia (2014) ·
Costa Rica (2018) ·
Duitsland (2002) ·
Duitsland (2014) ·
Frankrijk (1998) ·
Frankrijk (2006) ·
Ghana (2006) ·
Hongarije (1954) ·
Italië (1970) ·
Italië (1982) ·
Italië (1994) ·
Japan (2006) ·
Kameroen (2014) ·
Kameroen (2022) ·
Kroatië (2006) ·
Kroatië (2014) ·
Kroatië (2022) ·
Mexico (1999) ·
Mexico (2014) ·
Mexico (2018) ·
Nederland (2014) ·
Portugal (2010) ·
Servië (2018) ·
Spanje (2013) ·
Tsjecho-Slowakije (1962, 2) ·
Turkije (2002, 1) ·
Uruguay (1950) ·
Verenigde Staten (2009, 2) ·
Zweden (1958) ·
Zwitserland (2018)
AUF · A-internationals · Selecties · Bondscoaches · Uruguayaans vrouwenelftal · Olympisch elftal · Uruguay U21 · Uruguay U20 · Uruguay U19 · Uruguay U18 · Uruguay U17
1900 – 1909 ·
1910 – 1919 ·
1920 – 1929 ·
1930 – 1939 ·
1940 – 1949 ·
1950 – 1959 ·
1960 – 1969 ·
1970 – 1979 ·
1980 – 1989 ·
1990 – 1999 ·
2000 – 2009 ·
2010 – 2019 ·
2020 – 2029
WK 1930 · 
WK 1950 · 
WK 1954 · 
WK 1962 · 
WK 1966 · 
WK 1970 ·
WK 1974 · 
WK 1986 · 
WK 1990 · 
WK 2002 · 
WK 2010 · 
WK 2014 · 
WK 2018
OS 1924 · 
OS 1928 ·
OS 2012
1902 · 
1903 · 
1904 · 
1905 · 
1906 · 
1907 · 
1908 · 
1909 ·
1910 · 
1911 · 
1912 · 
1913 · 
1914 · 
1915 · 
1916 · 
1917 · 
1918 · 
1919 ·
1920 · 
1921 · 
1922 · 
1923 · 
1924 · 
1925 · 
1926 · 
1927 · 
1928 · 
1929 ·
1930 · 
1931 · 
1932 · 
1933 · 
1934 · 
1935 · 
1936 · 
1937 · 
1938 · 
1939 ·
1940 · 
1941 · 
1942 · 
1943 · 
1944 · 
1945 · 
1946 · 
1947 · 
1948 · 
1949 ·
1950 · 
1951 · 
1952 · 
1953 · 
1954 · 
1955 · 
1956 · 
1957 · 
1958 · 
1959 ·
1960 · 
1961 · 
1962 · 
1963 · 
1964 · 
1965 · 
1966 · 
1967 · 
1968 · 
1969 ·
1970 · 
1971 · 
1972 · 
1973 · 
1974 · 
1975 · 
1976 · 
1977 · 
1978 · 
1979 ·
1980 · 
1981 · 
1982 · 
1983 · 
1984 · 
1985 · 
1986 · 
1987 · 
1988 · 
1989 ·
1990 ·
1991 · 
1992 · 
1993 · 
1994 · 
1995 · 
1996 · 
1997 · 
1998 · 
1999 · 
2000 · 
2001 · 
2002 · 
2003 · 
2004 · 
2005 · 
2006 · 
2007 · 
2008 · 
2009 · 
2010 · 
2011 · 
2012 · 
2013 · 
2014 · 
2015 · 
2016 ·
2017 ·
2018 ·
2019 ·
2020 ·
2021 ·
2022 ·
2023 ·
2024
Algerije ·
Angola ·
Argentinië ·
Australië ·
België ·
Bolivia ·
Brazilië ·
Bulgarije ·
Canada ·
Chili ·
China ·
Colombia ·
Costa Rica ·
Cuba ·
DDR ·
Denemarken ·
Duitsland ·
Ecuador ·
Egypte ·
Engeland ·
Estland ·
 Finland ·
Frankrijk ·
Georgië ·
Ghana ·
Guatemala ·
Haïti ·
Honduras ·
Hongarije ·
Ierland ·
India ·
Indonesië ·
Irak ·
Iran ·
Israël ·
Italië ·
Ivoorkust ·
Jamaica ·
Japan ·
Joegoslavië ·
Jordanië ·
Libië ·
Luxemburg ·
Maleisië ·
Mexico ·
Marokko ·
Nederland ·
Nicaragua ·
Nieuw-Zeeland ·
Nigeria ·
Noord-Ierland ·
Noorwegen ·
Oekraïne ·
Oezbekistan ·
Oman ·
Oostenrijk ·
Panama ·
Paraguay ·
Peru ·
Polen ·
Portugal ·
Roemenië ·
Rusland ·
Saarland ·
Saoedi-Arabië ·
Schotland ·
Senegal ·
Servië & Montenegro ·
Singapore ·
Slovenië ·
Sovjet-Unie ·
Spanje ·
Tahiti ·
Thailand ·
Trinidad en Tobago · 
Tsjechië ·
Tsjecho-Slowakije ·
Tunesië · 
Turkije ·
Venezuela ·
Verenigde Arabische Emiraten ·
Verenigde Staten ·
Wales ·
Zuid-Afrika ·
Zuid-Korea ·
Zweden ·
Zwitserland
Argentinië (1986) ·
België (1990) ·
Brazilië (1950) · 
Colombia (2014) ·
Costa Rica (2014) ·
Denemarken (1986) ·
Denemarken (2002) ·
Duitsland (2010) ·
Egypte (2018) ·
Engeland (2014) ·
Frankrijk (2002) ·
Frankrijk (2010) ·
Frankrijk (2018) ·
Ghana (2010) ·
Italië (1990) ·
Italië (2014) ·
Mexico (2010) ·
Nederland (1974) ·
Nederland (2010) ·
Portugal (2018) ·
Rusland (2018) ·
Saoedi-Arabië (2018) ·
Schotland (1986) ·
Senegal (2002) ·
Spanje (1990) ·
West-Duitsland (1986) ·
Zuid-Afrika (2010) ·
Zuid-Korea (1990) ·
Zuid-Korea (2010)